# Kaliumlactat
Kaliumlactat ist das Kaliumsalz der Milchsäure.

## Geschichte
Die Verbindung wurde erstmals im Jahr 1847 von H. Engelhardt und R. Maddrell wissenschaftlich beschrieben.

## Gewinnung und Darstellung
Industriell wird Kaliumlactat durch Neutralisierung von Milchsäure mit Kaliumhydroxid gewonnen.

## Verwendung
In den Weltkriegen wurde Kaliumlactat als Ersatz für Glycerin verwendet, um dieses für Kriegszwecke einzusparen.
Für die technische Verwendung wird es als wässrige Lösung angeboten. 
Es besitzt eine breitbandige antimikrobielle Wirkung.
In der Lebensmitteltechnik wird es als Feuchthaltemittel und als Säureregulator eingesetzt. Es wird oft Fleisch und Geflügelprodukten zugesetzt, um die Haltbarkeit beziehungsweise die Verkaufbarkeit zu verlängern.
Kaliumlactat ist in der EU als Lebensmittelzusatzstoff der Nummer E 326 für alle für Zusatzstoffe zugelassenen Lebensmittel ohne eine Höchstmengenbeschränkung (quantum satis) zugelassen.